# 采欣
采欣（德語：Zechin）是德国勃兰登堡州的市镇，隶属于梅尔基施-奥得兰县。总面积为27.85平方千米，截至2023年12月31日总人口为634人。